# C'mon You Know
《C'mon You Know》는 2022년 5월 27일, 워너 레코드를 통해 발매된 영국의 음악가 리암 갤러거의 세 번째 솔로 스튜디오 음반이다. 앤드류 와이어트는 이 음반의 주요 프로듀서이자 공동 작곡자로 활동했다. 영국 싱글 차트에서 18위에 오른 데이브 그롤이 공동 작곡한 리드 싱글 〈Everything's Electric〉이 앞서서 갤러거가 영국 톱 20에 진입한 첫 솔로 싱글이 되었다. 〈C'mon You Know〉, 〈Better Days〉, 〈Diamond in the Dark〉, 〈Too Good For Giving Up〉, 〈More Power〉도 싱글로 발매되었다. 이 음반은 갤러거의 두 번째 라이브 음반 《Down by the River Thames》와 같은 날 발매되었다. 갤러거는 이 음반을 지원하기 위해 유럽을 순회했다.
《C'mon You Know》는 평론가들로부터 대체적으로 긍정적인 평가를 받았고, 갤러거가 영국 음반 차트에서 1위로 데뷔한 네 번째 솔로 음반이 되었고, 첫 주에 실버 인증을 받았고, 이후 2022년 골드 인증을 받았다.

## 배경
갤러거는 2021년 10월에 음반을 발표했으며, 이에 따라 〈More Power〉라는 곡이 그의 형 노엘에게 헌정된 것이라고 언급했으며, 이 곡을 "장난꾸러기 작은 곡조"이지만 "사랑스럽다"고 말했다. 커버는 2021년 리딩 페스티벌에서 찍은 갤러거의 쇼 중 하나에서 "팬들이 구덩이에 있다"는 사진이다.

## 평가
| 전문가 평가     | 전문가 평가 |
| 총 점수         | 총 점수     |
| 출처            | 점수        |
| --------------- | ----------- |
| 메타크리틱      | 74/100      |
| 평가 점수       |             |
| 출처            | 점수        |
| AllMusic        | [ 6 ]       |
| Clash           | 7/10        |
| Classic Rock    | [ 8 ]       |
| Gigwise         | 8/10        |
| The Guardian    | [ 10 ]      |
| The Independent | [ 11 ]      |
| Mojo            | [ 12 ]      |
| NME             | [ 13 ]      |
| Rolling Stone   | [ 14 ]      |
| The Times       | [ 15 ]      |

《C'mon You Know》는 평론가들로부터 대체적으로 긍정적인 평가를 받았고, 많은 긍정적인 평가를 받으며 새로운 방향과 깊이 증가를 칭찬했다. 리뷰 메타크리틱에서 이 음반은 12명의 평론가들의 리뷰를 바탕으로 100점 만점에 74점을 받아 "대체로 호의적인" 반응을 보였다. 《클래시》의 로빈 머레이는 이 음반을 "리암 갤러거의 세 개의 솔로 음반 중 가장 광범위하고, 또한 가장 깊은 음반"이라고 평했다. 이 음반은 그가 영혼을 조금 드러내며 다양한 영향을 받아들이는 것을 배우는 음반이다. 《NME》의 조던 바셋은 이 음반이 갤러거의 "가장 훌륭하고 실험적인 솔로 음반"이라며 "사랑의 여름 노래로 가득 찬 이 세 번째 음반에 대해 깊이 생각하지 않는다"고 썼다.

## 곡 목록
| #   | 제목                       | 작사·작곡                                             | 프로듀서                            | 재생 시간 |
| --- | -------------------------- | ----------------------------------------------------- | ----------------------------------- | --------- |
| 1.  | 〈More Power〉             | 리암 갤러거, 앤드류 와이어트                          | 와이어트, 에밀 헤이니               | 4:23      |
| 2.  | 〈Diamond in the Dark〉    | 갤러거, 와이어트, 마이클 티헤                         | 와이어트, 헤이니                    | 3:24      |
| 3.  | 〈Don't Go Halfway〉       | 갤러거, 와이어트, 댄 맥두걸, 마이크 무어              | 와이어트                            | 3:21      |
| 4.  | 〈C'mon You Know〉         | 갤러거                                                | 와이어트                            | 5:07      |
| 5.  | 〈Too Good for Giving Up〉 | 갤러거, 사이먼 알드레드                               | 알드레드, 애덤 노벨                 | 4:03      |
| 6.  | 〈It Was Not Meant to Be〉 | 갤러거, 와이어트                                      | 와이어트                            | 3:35      |
| 7.  | 〈Everything's Electric〉  | 갤러거, 그렉 커스틴, 데이브 그롤, 프리드리히 쿠나트   | 커스틴                              | 3:36      |
| 8.  | 〈World's in Need〉        | 갤러거                                                | 와이어트                            | 3:36      |
| 9.  | 〈Moscow Rules〉           | 갤러거, 와이어트, 에즈라 커니그                       | 와이어트, 커니그, 아리엘 레흐샤이드 | 3:35      |
| 10. | 〈I'm Free〉               | 갤러거, 와이어트                                      | 와이어트, 대니 엘 하럴              | 3:00      |
| 11. | 〈Better Days〉            | 갤러거, 와이어트, 티헤, 토베 로, 구스타프 베버 베르네 | 와이어트, 커스틴                    | 4:19      |
| 12. | 〈Oh Sweet Children〉      | 갤러거, 와이어트                                      | 와이어트                            | 3:14      |

## 인증
| 국가                               | 인증 | 판매량/출하량 |
| ---------------------------------- | ---- | ------------- |
| 영국 (BPI)                         | 골드 | 100,000       |
| 판매량+스트리밍을 기반으로 한 인증 |      |               |